# (33151) 1998 DY11
1998 DY11 (asteroide 33151) é um asteroide da cintura principal. Possui uma excentricidade de 0.12271890 e uma inclinação de 13.40119º.
Este asteroide foi descoberto no dia 25 de fevereiro de 1998 por Marco Cavagna e Pierangelo Ghezzi em Sormano.